# Tram van Genève

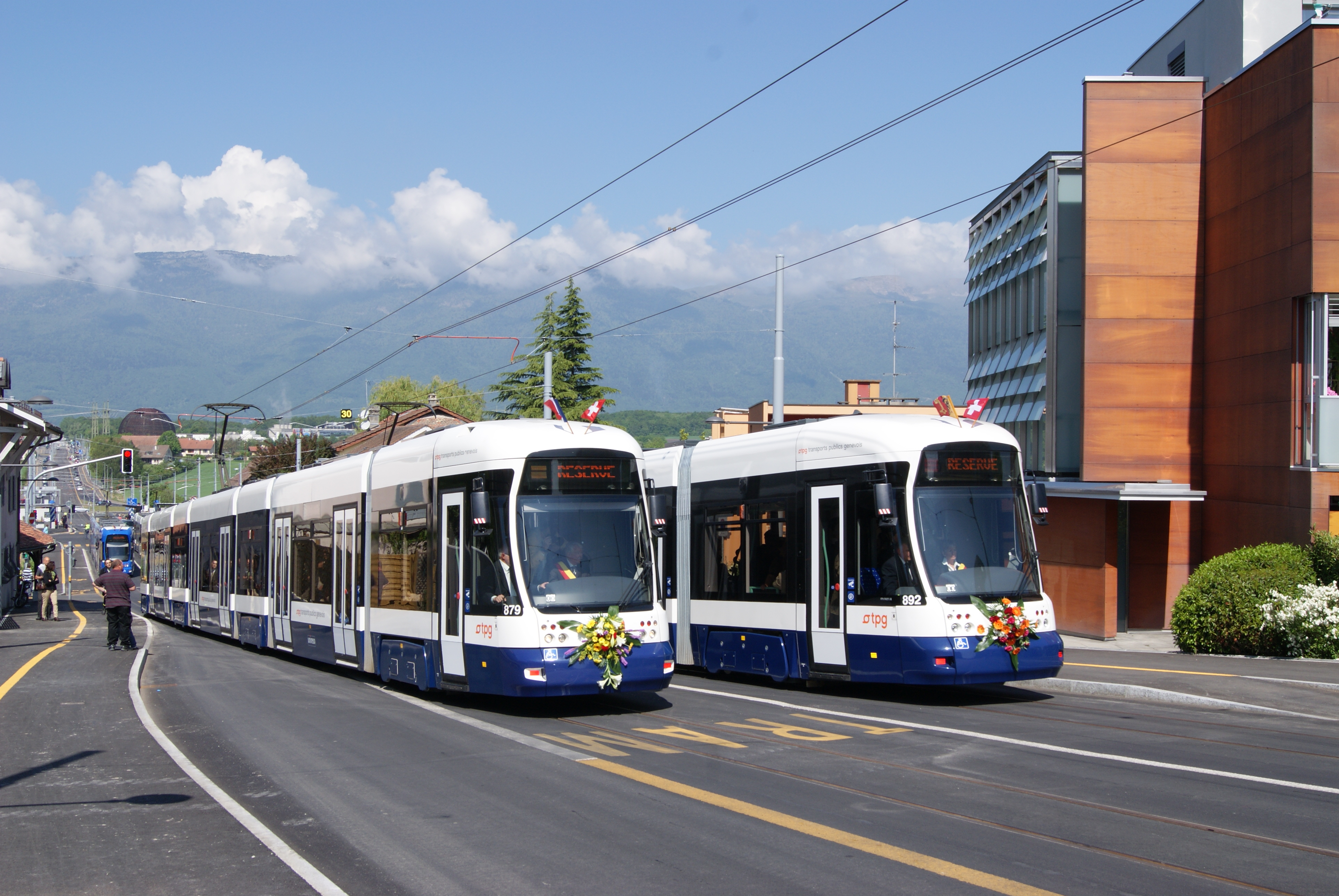
Een Cityrunner op lijn 18.

De tram van Genève vormt de ruggengraat van het  openbaar vervoer in de Zwitserse stad Genève. Het tramnetwerk ging al in 1862 van start, bestaat uit vijf lijen en wordt uitgebaat door het openbaarvervoersbedrijf TGP, Transports Publics Genevois.

## Geschiedenis
Al in 1862 werd in Genève de eerste paardentramlijn geopend, het is daarmee het oudste tramnetwerk van Europa. In 1894 werd begonnen met de elektrificatie. In 1900 en 1901 nam Compagnie Genevoise des Tramways Electriques (CGTE) twee grote tramexploitanten over. CGTE bouwde de normaalspoorlijnen om tot meterspoor en elektrificeerde het volledige netwerk. Ook werden er veel nieuwe lijnen aangelegd. Door de opkomst van de autobus en trolleybus, begon het tramnet vanaf de jaren twintig te krimpen. In 1969 is alleen lijn 12 (9 km) nog overgebleven omdat de rijtuigen nog in goede staat verkeerde en nog niet waren afgeschreven.
Vanaf 1995 wordt het netwerk opnieuw opgebouwd. In dat jaar werd lijn 13 in gebruik genomen. In 1998 werd lijn 16 geopend, in 2004 kwam lijn 15 erbij en in 2005 werd lijn 17 in gebruik genomen. Op 15 december 2019 is de verlenging van tramlijn 17 naar Annemasse, in Frankrijk, in dienst gekomen.

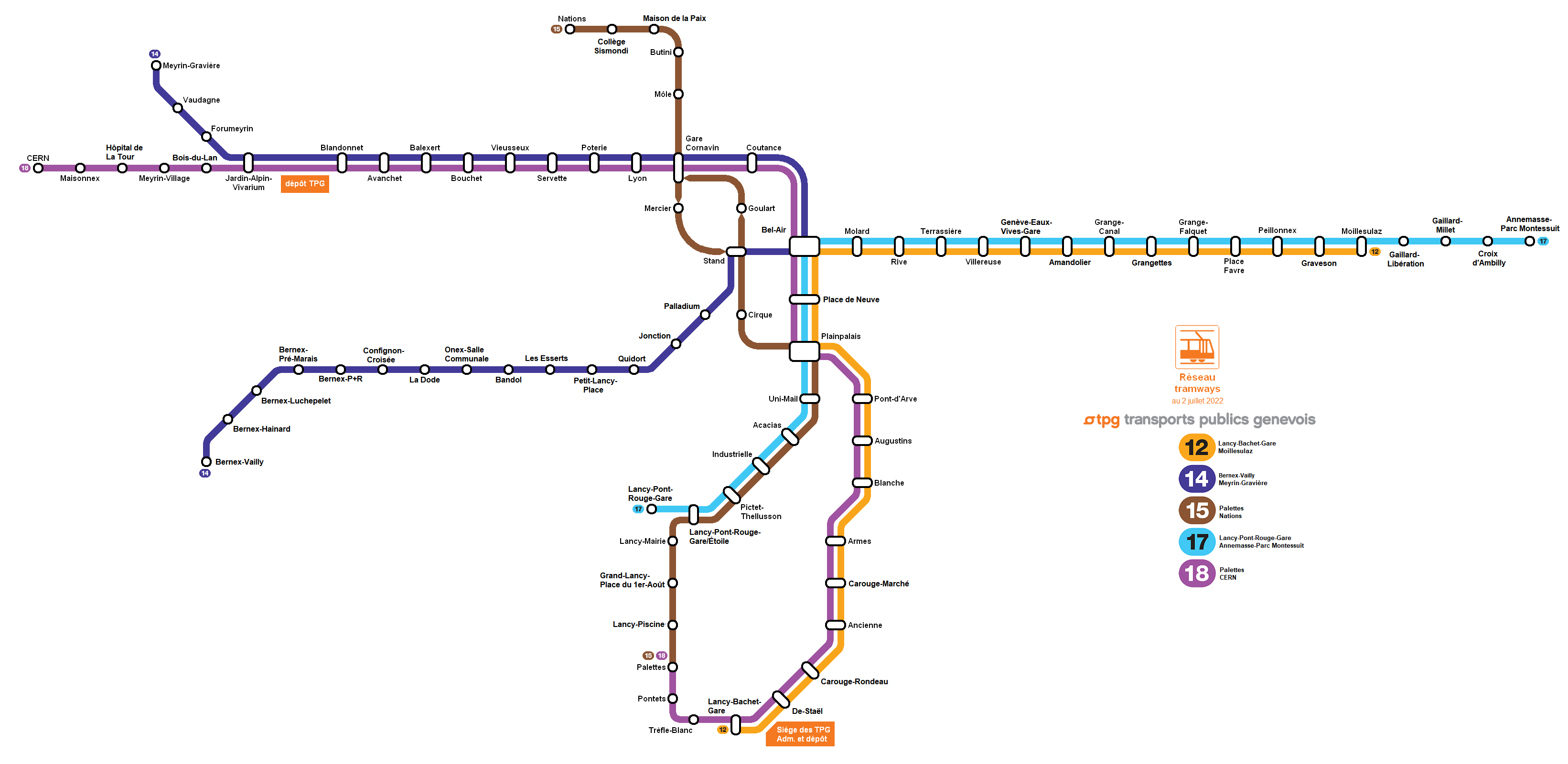
Het netwerk met 5 lijnen.

## Netwerk
In december 2022 is het metersporige tramnet ongeveer 33 kilometer lang en telt het 83 haltes. Het netwerk bestaat uit vijf lijnen: 12, 14, 15, 17 en 18. De lijnen 12 en 17 rijden van het oosten (haltes 'Moillesulaz'/'Annemasse-Parc Montessuit') naar het centrum. Vanaf daar gaan de lijnen 12 en 17 naar het zuiden (haltes 'Lancy-Bachet-Gare' en 'Lancy-Pont-Rouge-Gare'). Lijn 15 is een noord (halte 'Nations') – zuid (halte 'Palettes') lijn. Deze lijn werd in december 2023 verlengd tot de halte 'ZIPLO'. De lijnen 14 en 18 vertrekken vanuit het westen (haltes 'Meyrin-Gravière'/'CERN') naar het centrum. Tramlijn 14 gaat dan met een boog terug naar het westen (halte 'Bernex-Vally'). Tramlijn 18 gaat naar het zuiden op dezelfde route als tramlijn 12 maar rijdt verder door tot halte 'Palettes', waar overgestapt kan worden op lijn 15. De tramlijnen 18 en 15 vormen een lus, waarbij overgestapt wordt bij 'Palettes'.
De tram wordt geëxploiteerd door stadsvervoerbedrijf Transports Publics Genevois (TPG). In 2018 vervoerde de TPG 90,926 miljoen mensen per tram.

### Lijnen

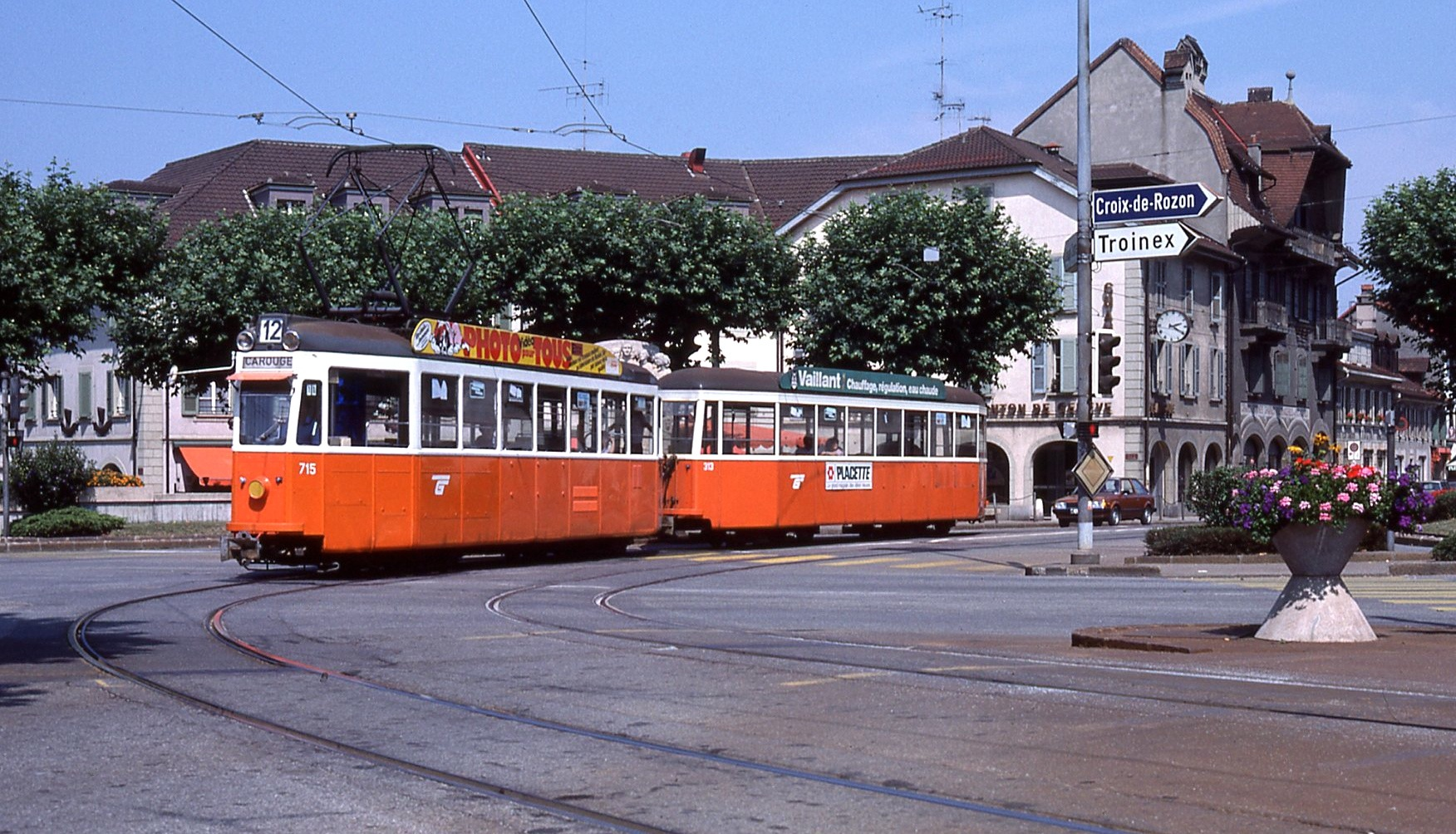
Zwitsers standaardstel 715+313 ca. 1980

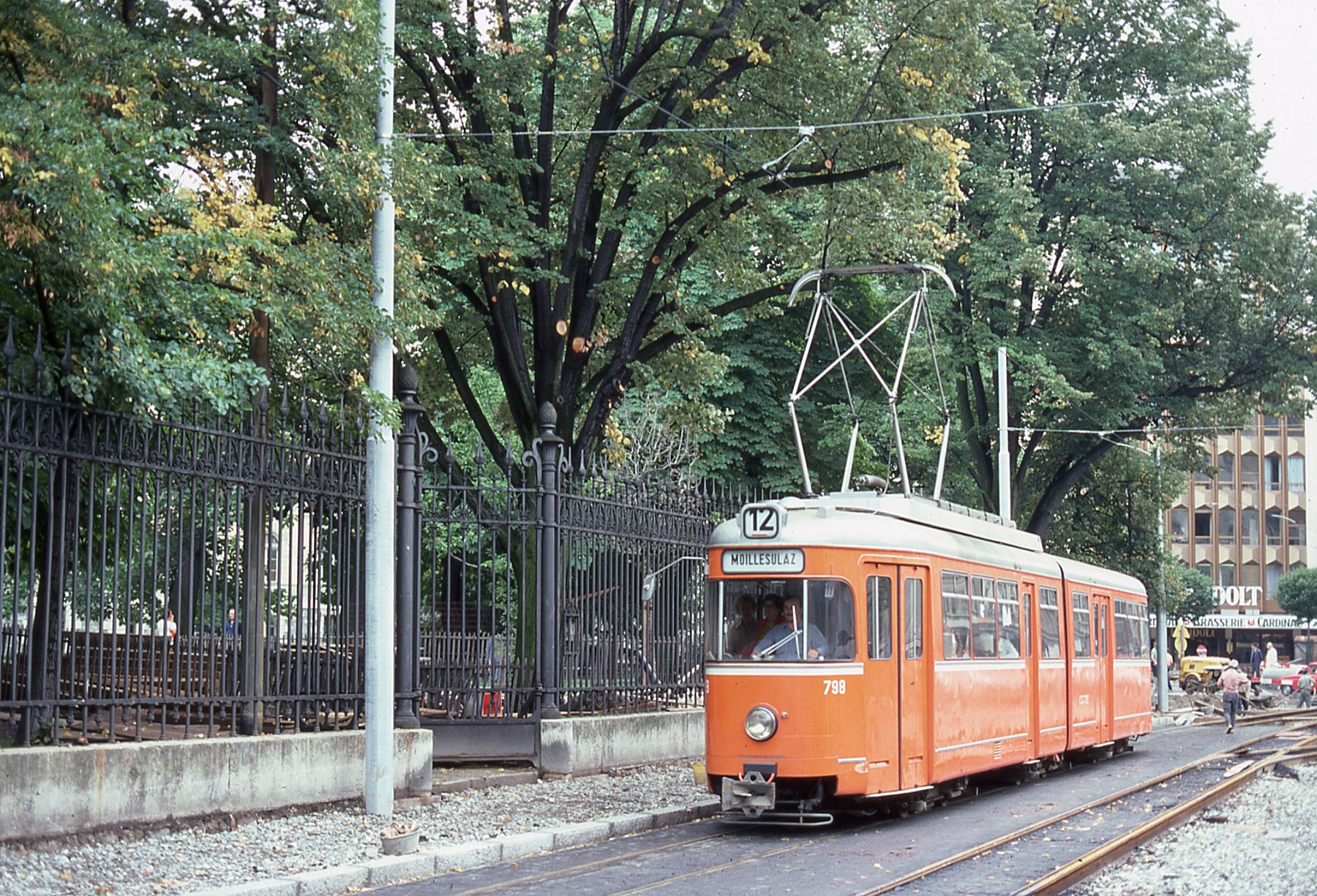
Düwag tram 798 overgenomen uit Aken ca. 1980

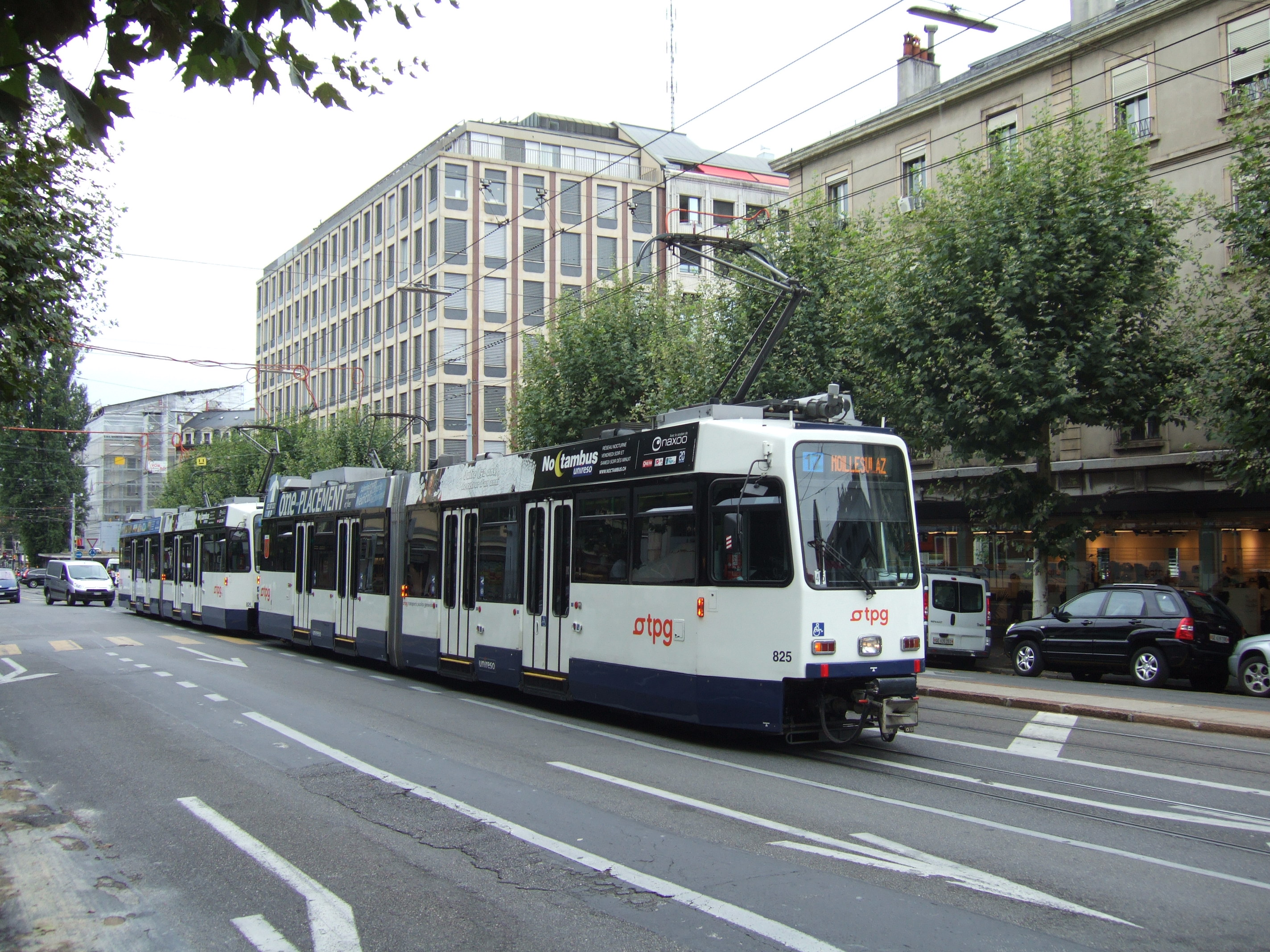
Gekoppelde Düwag-ABB-Vevey trams.

| 12 | Lancy-Bachet-Gare – De-Staël – Carouge-Rondeau – Ancienne – Carouge-Marché – Armes – Blanche – Augustins – Pont-d'Arve – Plainpalais – Place de Neuve – Bel-Air – Molard – Rive – Terrassière – Villereuse – Genève-Eaux-Vives-Gare – Amandolier – Grange-Canal – Grange-Falquet – Grangettes – Place Favre – Peillonnex – Graveson – Moillesulaz                                                                  |
| 14 | Bernex-Vailly - Luchepelet - Pré-Marais - P+R Bernex – Confignon-Croisée – La Dode – Onex-Salle Communale - Bandol – Les Esserts – Petit-Lancy-Place – Quidort – Jonction – Palladium – Stand – Bel-Air – Coutance – Gare Cornavin – Lyon – Poterie – Servette – Vieusseux – Bouchet – Balexert – Avanchet – Blandonnet – Jardin-Alpin-Vivarium – Forumeyrin – Vaudagne – Meyrin-Gravière                          |
| 15 | ZIPLO - Le Rolliet - Curé-Baud - Palettes – Lancy-Piscine – Grand-Lancy-Place du 1er-Août – Lancy-Mairie – Lancy-Pont-Rouge-Gare/Étoile – Pictet-Thellusson – Industrielle – Acacias – Uni-Mail – Plainpalais – Cirque – Stand – Mercier/Goulart (halte per richting) – Gare Cornavin – Môle – Butini – Maison de la Paix – College Sismondi – Nations                                                             |
| 17 | Lancy-Pont-Rouge-Gare – Lancy-Pont-Rouge-Gare/Étoile – Pictet-Thellusson – Industrielle – Acacias – Uni-Mail – Plainpalais – Bel-Air – Molard – Rive – Terrassière – Villereuse – Genève-Eaux-Vives-Gare – Amandoller – Grange-Canal – Grange-Falquet – Grangettes – Place Favre – Peillonnex – Graveson – Moillesulaz – Gaillard-Libération – Gaillard-Millet – Croix d'Ambilly – Annemasse-Parc Montessuit       |
| 18 | Palettes - Pontets - Trèfle-Blanc - Lancy-Bachet-Gare – De-Staël – Carouge-Rondeau – Ancienne – Carouge-Marché – Armes – Blanche – Augustins – Pont-d'Arve – Plainpalais – Place de Neuve – Bel-Air – Coutance – Gare Cornavin – Lyon – Poterie – Servette – Vieusseux – Bouchet – Balexert – Avanchet – Blandonnet – Jardin-Alpin-Vivarium – Bois-du-Lan – Meyrin-Village – Hôpital de La Tour – Maisonnex – CERN |

## Materieel
Op de enig overgebleven tramlijn 12 deden Zwitserse standaardtrams dienst bestaande uit motor en bijwagen. Omdat de reserve krap was besloot men in 1975 een vijftal Düwag zesassers van het opgeheven trambedrijf van Aken over te nemen, die Aken op zijn beurt weer van Mönchen-Gladbach had overgenomen. De wagens werden echter slechts zelden ingezet, vooral omdat het deftige publiek er achter was gekomen dat het bedrijf hen in derdehands trams wilde vervoeren. In 1987 werden de rijtuigen verkocht aan Lille.
In de periode 1987-1989 kocht het vervoerbedrijf bij Düwag-ABB-Vevey 46 enkelgelede trams met een lagevloer over een deel van de lengte. 22 wagens zijn in het midden van de jaren negentig verlengd tot dubbelgelede trams. Bombardier heeft in 2004-2005 21 zevendelige Cityrunners gebouwd voor de TPG; in 2009-2010 werden er nog 17 bijgeleverd.
In januari 2010 werd bekend dat het vervoersbedrijf bij Stadler Rail 32 zesdelige Tangos heeft besteld. Ook werd een optie voor nog eens 14 trams resp. 10 trams geplaatst; tot 2021 zijn er in totaal 41 stuks geleverd.
De Düwag-Brown, Boveri & Cie-Vevey-trams zijn eenrichtingswagens. Zowel de Cityrunners trams als de Tango trams zijn tweerichtingtrams.